# Английский цирюльник
«Английский цирюльник» (англ. Blow Dry) — британский комедийный фильм 2001 года, снятый режиссёром Пэдди Бретнэком в жанре романтической комедии по сценарию Саймона Бофоя «Никогда лучше» (англ. Never Better).

## Сюжет
Главная героиня Шелли Аллен — парикмахер в небольшой английской провинции. Рак в терминальной стадии заставляет героиню преодолеть себя и принять участие в знаменитом британском чемпионате парикмахеров. Для этого ей нужно уговорить своего бывшего мужа Фила помочь ей в организации, но тот, помня о том, как Шелли сбежала с чемпионата десять лет назад, подставив его, не готов вновь поверить своей бывшей жене.

## В ролях
- Джош Хартнетт — Брайан Аллен
- Алан Рикман — Фил Аллен, отец Брайана
- Наташа Ричардсон — Шелли Аллен, мать Брайана
- Рэйчел Гриффитс — Сандра
- Рэйчел Ли Кук — Кристина Робертсон
- Билл Найи — Рэймонд «Рэй» Робертсон
- Уоррен Кларк — Тони
- Розмари Харрис — Дэйзи
- Хайди Клум — Жасмин
- Питер Кэй — Сирил, бармен
- Хью Бонневилль — Луис